# Передел собственности
Передел собственности — процесс перехода собственности от одного владельца к другому. Часто упоминается как масштабное, массовое явление. Многие авторы переделом собственности называют нелегитимное, законодательно незакреплённое её перераспределение, вызванное отсутствием компромисса между старыми и новыми элитами. Одной из функций передела собственности может являться приведение юридических прав собственности в соответствие фактически сложившимся экономическим отношениям собственности.
Большинство граждан России затрудняется с определением данного понятия.
Касательно земельных участков передел собственности может означать также процесс межевания.

## Виды
Постоянно происходящий процесс передела собственности может идти по разным причинам и носить разный характер, быть как недобросовестным, так и добросовестным, осуществляться при помощи национализации или приватизации.
Институциализированный передел собственности может подразумевать передачу не всех прав собственности.
Рейдерство может приводить к переделу собственности, с перепрофилированием и ликвидацией предприятий, что может быть связано с массовыми увольнениями. Процесс передела собственности, выраженный в «рейдерских операциях» проявляется в силовых захватах предприятий: борьбе за активы, имущественные комплексы и контроль над движением денежных средств.
Для передела собственности может использоваться процедура банкротства, в частности — необоснованно применяемые обеспечительные меры. Банкротство традиционно является механизмом, который позволяет разорившемуся собственнику освободиться от обязательств и начать жизнь с чистого листа (до введения процедуры банкротства в Древнем Риме практиковалась, например, продажа должников в рабство). В России «каждое второе банкротство имеет признаки преднамеренности». Арбитражный управляющий, имеющий возможность управлять бизнесом несостоятельного должника зачастую манипулируется отдельными недобросовестными кредиторами, по итогам процедур банкротства статистика возврата долгов такова, что кредиторам возвращается примерно 3-7 % задолженности.

## История
Масштабный передел собственности происходил при переходе от общественной собственности в СССР к частной собственности в России, через механизм ваучеров, а также при помощи приватизации предприятий работниками. Стали применяться акции. Через некоторое время возникла семибанкирщина — процесс концентрации собственности происходил вокруг банков. С началом нового тысячелетия практически прекратился отъём собственности у государственных структур, к началу мирового финансового кризиса все основные отрасли пришли в руках инкорпорированного во власть бизнеса.

## Последствия и способы воздействия
Перетекание собственности из рук неэффективных собственников необходимо для поддержания жизнеспособной экономики, при этом государство путём создания законодательной базы и применения её в рамках судебной системы может изменять практику и обычаи делового оборота. В частности, активное применение против организаторов и участников рейдерских захватов статьи 210 УК РФ снизило активность рейдеров.
Излишне активный передел собственности может быть опасным для экономики и социальной сферы. Риск передела собственности негативным образом влияет на инвестиционные перспективы.
Законодательство, позволяющее собственникам оспаривать законность лишения их собственности, может стабилизировать гражданский оборот, хотя стоит учитывать, что любые подобные механизмы несовершенны и могут быть использованы рейдерами в своих целях.